# Діаграма Гассе
Діаграма Гассе — в теорії порядку, діаграма частково впорядкованої множини, що зображає її транзитивне скорочення як орієнтований граф, де вершинами графу не є елементи множини, а ребра графу йдуть вгору від меншого елемента до більшого.

## приклади
- Булеан of { x, y, z } частково впорядкований за включенням:

- Множина A = { 1, 2, 3, 4, 5, 6, 10, 12, 15, 20, 30, 60 } всіх дільників числа 60, частково впорядкована за подільністю:

- Множина всіх 15 розбиттів множини { 1, 2, 3, 4 }, де більше грубе розбиття вище за більш мілке: